# Källsjön, Gästrikland
Källsjön är en sjö i Ockelbo kommun i Gästrikland och ingår i Testeboåns huvudavrinningsområde. Sjön har en area på 0,117 kvadratkilometer och ligger 235,6 meter över havet.